# Cantó de Brionne
El cantó de Brionne és un cantó francès del departament de l'Eure, situat al districte de Bernay. Té 23 municipis i el cap es Brionne.

## Municipis
- Aclou
- Le Bec-Hellouin
- Berthouville
- Boisney
- Bosrobert
- Brétigny
- Brionne
- Calleville
- Franqueville
- Harcourt
- La Haye-de-Calleville
- Hecmanville
- Livet-sur-Authou
- Malleville-sur-le-Bec
- Morsan
- La Neuville-du-Bosc
- Neuville-sur-Authou
- Notre-Dame-d'Épine
- Saint-Cyr-de-Salerne
- Saint-Éloi-de-Fourques
- Saint-Paul-de-Fourques
- Saint-Pierre-de-Salerne
- Saint-Victor-d'Épine

## Història
| Data d'elecció                           | Identitat       | Partit                      | Qualitat |
| ---------------------------------------- | --------------- | --------------------------- | -------- |
| 1951-1964                                | M. Delaporte    | Divers droite               |          |
| 1964-1982                                | Georges Beuvain | SFIO, després radical i MRG |          |
| 1982-1988                                | Philippe Pontet | UDF                         |          |
| 1988-2001                                | Pierre Zucconi  | UDF                         |          |
| 2001-                                    | Gérard Grimault | PCF                         |          |
| les dades anteriors no són pas conegudes |                 |                             |          |
|                                          |                 |                             |          |

## Demografia
| A partir de 1990: Població sense dobles comptes |